# Zhang Zuolin

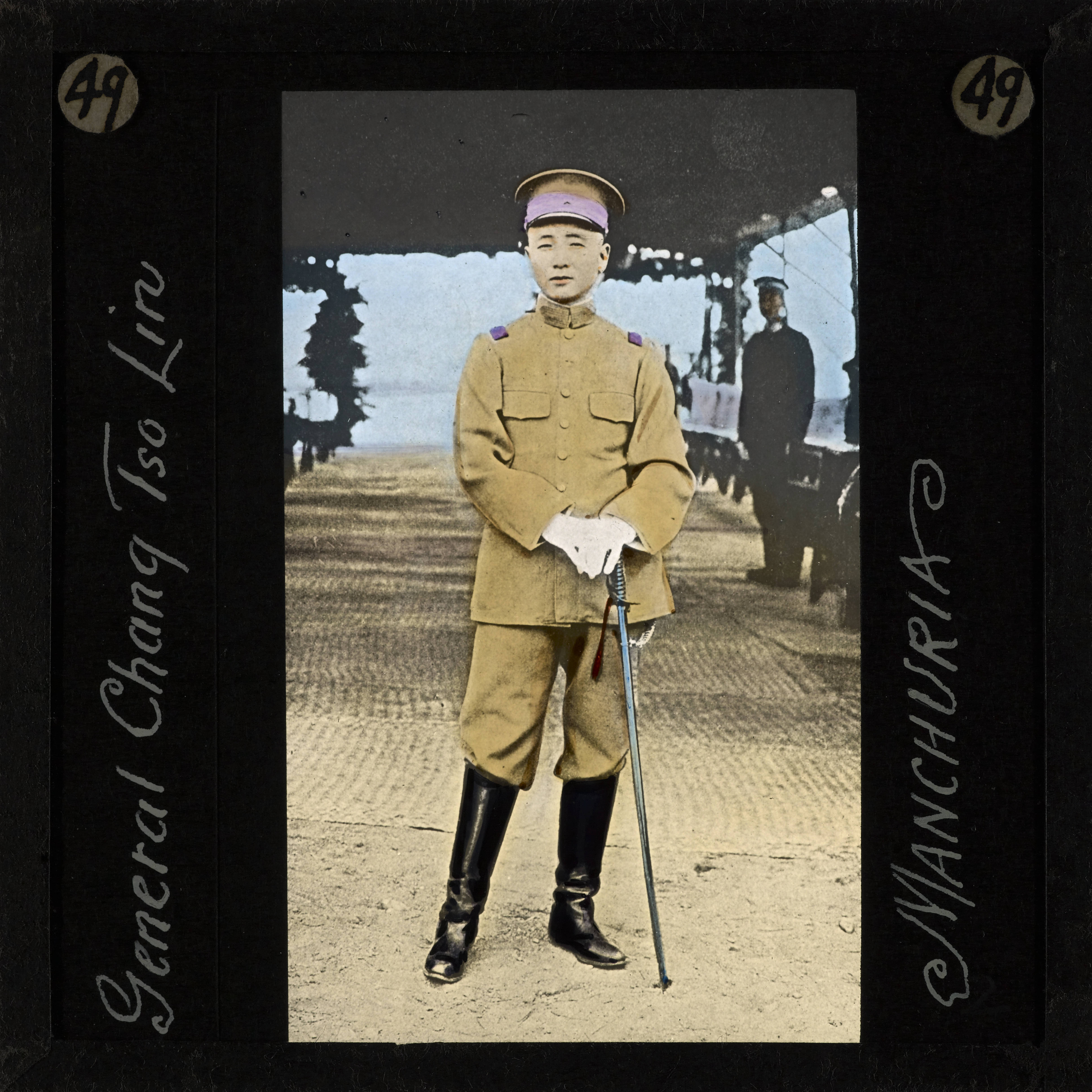
El general Zhang Zuolin (Font:International Mission Photography Archive, ca.1860-ca.1960)

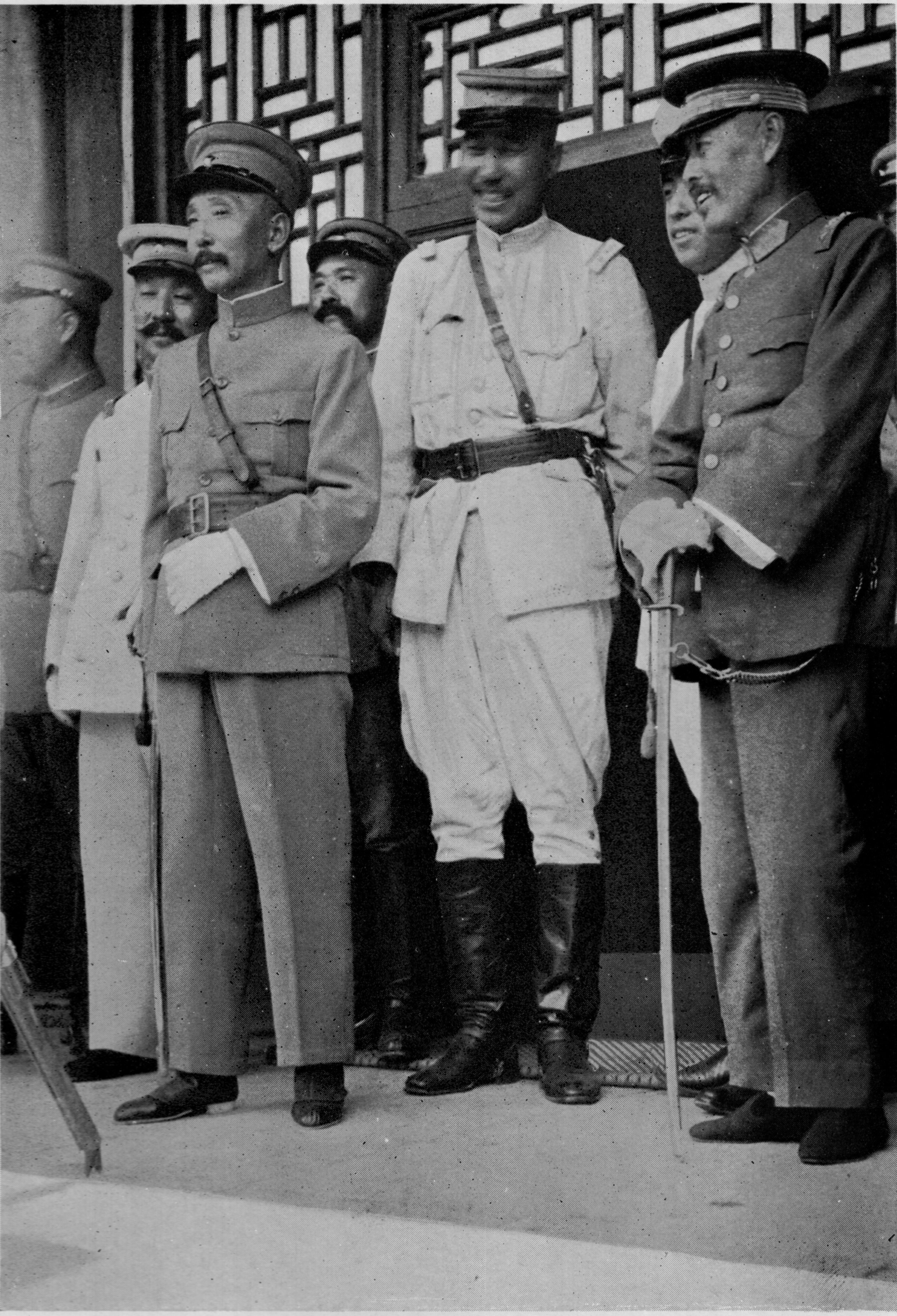
Reunió de senyors de la guerra: a l'esquerra Zhang Zuolin, a la dreta Wu Peifu i enmig Zhang Zongchang. La persona darrera de Wu és Zhang Xueliang, fill deZhang Zoulin. (28 de juny de 1926).

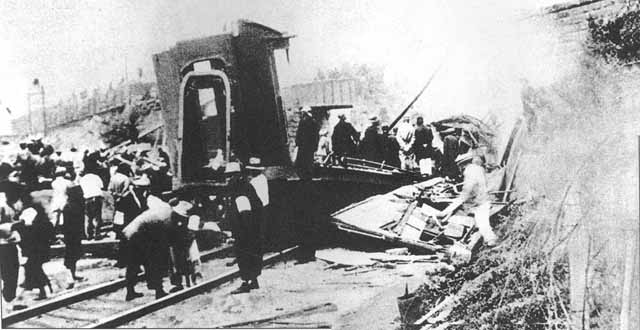
Fotografia de l'estat del tren després de l'atemptat (1928)

Aquest és un nom xinès; el cognom és Zhang
Zhang Zuolin (xinès simplificat : 张作霖; : xinès tradicional: 張作霖; pinyin: Zhāng Zuòlín) fou un militar d'origen manxurià nascut a Haicheng, província de Fengtian (actualment Liaoning), sota la dinastia Qing i va morir a Senyang (Liaoning) el 4 de juny de 1928. És conegut com el “Vell Mariscal” i també com el “Tigre de Mukden”.

## Biografia
Es tenen poques dades de la infància i la joventut de Zhang, De família pobre va participar en la Primera Guerra Sinojaponesa (1894-1895). La Xina sofreix una humiliant derrota i Zhang, que havia desertat, es va dedicar a activitats de bandidatge. Durant la guerra russojaponesa (1904-1905) va donar suport al Japó amb les seves tropes a sou. Antirepublicà va reprimir l'alçament contra l'imperi Qing. En el període 1916.1928, amb l'ajut nipó, fou el poderós “tukiun”, senyor de la guerra de Manxúria, territori pràcticament sense lligams del govern central. El 1920,arribà a ser el màxim dirigent de les “Tres províncies del Nord-est“ (Fengtian, Jilin i Heilongjian). A finals dels anys 20 l'economia manxú, sotmesa a una imprudent gestió, s'enfonsà. En la denominada “Era dels Senyors de la Guerra”, la camarilla de Fengtian a la qual pertanyia Zhang tenia el suport japonès, la de Zhili tenia la dels europeus i nord-americans, mentre que Chiang Kai-shek obstinat a aconseguir un govern central i únic, el dels soviètics. Per ocupar Pequín les dues camarilles es van enfrontar. Zhang, finalment, va entrar a la ciutat i va instaurar un govern que va tenir reconeixement internacional (per aquest motiu alguns historiadors el menciones com a president de la Xina durant el 1927-1928) però, finalment, l'expedició de Chiang va aconseguir expulsar-lo. Malgrat haver estat simpatitzant dels japonesos va sofrir un atemptat organitzat per l'exèrcit de Kwantung per eliminar un obstacle i per a facilitar la invasió de Manxúria i va morir als 53 anys (Huanggutun incident en xinès 皇姑屯事件), 
Plantilla:Comonscat